# Јасеновик (Ниш)
Јасеновик је насељено место у градској општини Пантелеј на подручју града Ниша у Нишавском округу. Налази се у планинском подручју Калафата и Грамаде, на око 17 км североисточно од центра Ниша. Према попису из 2022. било је 305 становника (према попису из 1991. било је 456 становника).

## Историја
Јасеновик је још у средњем веку формирано село. Турски попис 1498. године евидентирао га је под истим именом као спахилук (зеамет) Ибрахим-бега из Ниша са 19 домова, 12 неожењених, 3 удовичка дома и са дажбинама у износу 4.907 акчи. Према турском попису нахије Ниш из 1516. године, место је било једно од 111 села нахије и носило је исти назив као данас, а имало је 30 кућа, 2 удовичка домаћинства, 9 самачка домаћинства. У каснијим вековима једва да има података о овом селу, вероватно зато што је мање и скровито село. После ослобођења од Турака, село је имало око 25 задружних домаћинстава сконцентрисаних у питомом долу под Дебелим делом и Кајицом (675 м).
После ослобођења од Турака већи део атарског земљишта постао је власништво сеоских породичних задруга, а један део је још увек био заједничка својина. Године 1895. Јасеновик је мање село са 39 највећим делом задружних домаћинстава и 377 становника, а 1930. године у њему је живело 68 домаћинстава и 518 становника. Са распадом породичних задруга крајем 19. и почетком 20. века, одвијао се процес уситњавања поседа, а са постепеним укључивањем у тржишну привреду током прве половине 20. века, нарочито после изградње железничке пруге Ниш - Зајечар 1922. године, почела је слабити шумско-сточарска, а јачати ратарска и непољопривредна оријентација. Поједина домаћинства почела су се приближавати друму и железничкој прузи. Овај процес је нарочито дошао до изражаја после Другог светског рата, када су се, осим измештања сеоског насеља, бројна млађа домаћинства окренула према градском запошљавању и мешовитој привреди, а нека су се одселила у Ниш или у поједина насеља у његовој ближој околини.
Године 1971. нови Јасеновик је имао 32 пољопривредна, 72 мешовита и 15 непољопривредних домаћинстава, док је стари остао запуштен.

## Познате личности
- Ирина Јовановић, српска игуманија.

## Саобраћај
До Јасеновика се може доћи приградском линијом 16 ПАС Ниш - Доња Врежина - Горња Врежина - Малча - Јасеновик - Врело, као и међуградским линијама за Источну Србију (Сврљиг, Књажевац, Бор, Зајечар, Неготин, Кладово).

## Демографија
У насељу Јасеновик живи 325 пунолетна становника, а просечна старост становништва износи 48,8 година (47,2 код мушкараца и 50,4 код жена). У насељу има 110 домаћинстава, а просечан број чланова по домаћинству је 2,77.
Ово насеље је великим делом насељено Србима (према попису из 2002. године), а у последња три пописа, примећен је пад у броју становника.
|  |

| Демографија | Демографија | Демографија |
| Година      | Становника  | Становника  |
| ----------- | ----------- | ----------- |
| 1948.       | 607         |             |
| 1953.       | 616         |             |
| 1961.       | 621         |             |
| 1971.       | 534         |             |
| 1981.       | 478         |             |
| 1991.       | 456         | 456         |
| 2002.       | 416         | 416         |
| 2011.       | 396         |             |
| 2022.       | 305         |             |

| Етнички састав према попису из 2002.‍ | Етнички састав према попису из 2002.‍ | Етнички састав према попису из 2002.‍ | Етнички састав према попису из 2002.‍ | Етнички састав према попису из 2002.‍ |
| ------------------------------------ | ------------------------------------ | ------------------------------------ | ------------------------------------ | ------------------------------------ |
|                                      |                                      |                                      |                                      |                                      |
| Срби                                 | Срби                                 |                                      | 409                                  | 98,31%                               |
| Роми                                 | Роми                                 |                                      | 5                                    | 1,20%                                |
| Црногорци                            | Црногорци                            |                                      | 1                                    | 0,24%                                |
| непознато                            | непознато                            |                                      | 0                                    | 0,0%                                 |

| \| \| м \| \| \| ж \| \| ? \| 0 \| \| \| 0 \| \| 80+ \| 4 \| \| \| 13 \| \| 75—79 \| 10 \| \| \| 8 \| \| 70—74 \| 11 \| \| \| 22 \| \| 65—69 \| 19 \| \| \| 17 \| \| 60—64 \| 10 \| \| \| 16 \| \| 55—59 \| 14 \| \| \| 3 \| \| 50—54 \| 21 \| \| \| 16 \| \| 45—49 \| 18 \| \| \| 16 \| \| 40—44 \| 14 \| \| \| 9 \| \| 35—39 \| 11 \| \| \| 12 \| \| 30—34 \| 12 \| \| \| 11 \| \| 25—29 \| 15 \| \| \| 8 \| \| 20—24 \| 14 \| \| \| 13 \| \| 15—19 \| 9 \| \| \| 6 \| \| 10—14 \| 11 \| \| \| 16 \| \| 5—9 \| 5 \| \| \| 9 \| \| 0—4 \| 10 \| \| \| 13 \| \| Просек : \| 43,6 \| \| \| 44,8 \| |      |  |  |      |
| |      |  |  |      |
| | м    |  |  | ж    |
| ? | 0    |  |  | 0    |
| 80+ | 4    |  |  | 13   |
| 75—79 | 10   |  |  | 8    |
| 70—74 | 11   |  |  | 22   |
| 65—69 | 19   |  |  | 17   |
| 60—64 | 10   |  |  | 16   |
| 55—59 | 14   |  |  | 3    |
| 50—54 | 21   |  |  | 16   |
| 45—49 | 18   |  |  | 16   |
| 40—44 | 14   |  |  | 9    |
| 35—39 | 11   |  |  | 12   |
| 30—34 | 12   |  |  | 11   |
| 25—29 | 15   |  |  | 8    |
| 20—24 | 14   |  |  | 13   |
| 15—19 | 9    |  |  | 6    |
| 10—14 | 11   |  |  | 16   |
| 5—9 | 5    |  |  | 9    |
| 0—4 | 10   |  |  | 13   |
| Просек : | 43,6 |  |  | 44,8 |

| Година пописа     | 1948. | 1953. | 1961. | 1971. | 1981. | 1991. | 2002. |
| ----------------- | ----- | ----- | ----- | ----- | ----- | ----- | ----- |
| Број домаћинстава | 88    | 92    | 119   | 119   | 130   | 134   | 128   |

| Број чланова      | 1  | 2  | 3  | 4  | 5  | 6  | 7 | 8 | 9 | 10 и више | Просек |
| ----------------- | -- | -- | -- | -- | -- | -- | - | - | - | --------- | ------ |
| Број домаћинстава | 32 | 20 | 25 | 14 | 18 | 11 | 7 | 1 | 0 | 0         | 3,25   |

| Пол    | Укупно | Неожењен/Неудата | Ожењен/Удата | Удовац/Удовица | Разведен/Разведена | Непознато |
| ------ | ------ | ---------------- | ------------ | -------------- | ------------------ | --------- |
| Мушки  | 182    | 42               | 118          | 17             | 5                  | 0         |
| Женски | 170    | 12               | 118          | 37             | 2                  | 1         |
| УКУПНО | 352    | 54               | 236          | 54             | 7                  | 1         |

| Пол    | Укупно                    | Пољопривреда, лов и шумарство | Рибарство                            | Вађење руде и камена | Прерађивачка индустрија       |
| ------ | ------------------------- | ----------------------------- | ------------------------------------ | -------------------- | ----------------------------- |
| Мушки  | 97                        | 10                            | 0                                    | 0                    | 39                            |
| Женски | 37                        | 15                            | 0                                    | 0                    | 15                            |
| Укупно | 134                       | 25                            | 0                                    | 0                    | 54                            |
|        |                           |                               |                                      |                      |                               |
| Пол    | Производња и снабдевање   | Грађевинарство                | Трговина                             | Хотели и ресторани   | Саобраћај, складиштење и везе |
| Мушки  | 4                         | 5                             | 3                                    | 1                    | 18                            |
| Женски | 0                         | 1                             | 1                                    | 1                    | 0                             |
| Укупно | 4                         | 6                             | 4                                    | 2                    | 18                            |
|        |                           |                               |                                      |                      |                               |
| Пол    | Финансијско посредовање   | Некретнине                    | Државна управа и одбрана             | Образовање           | Здравствени и социјални рад   |
| Мушки  | 0                         | 1                             | 10                                   | 1                    | 2                             |
| Женски | 0                         | 0                             | 0                                    | 2                    | 1                             |
| Укупно | 0                         | 1                             | 10                                   | 3                    | 3                             |
|        |                           |                               |                                      |                      |                               |
| Пол    | Остале услужне активности | Приватна домаћинства          | Екстериторијалне организације и тела | Непознато            | Непознато                     |
| Мушки  | 1                         | 0                             | 0                                    | 2                    | 2                             |
| Женски | 0                         | 0                             | 0                                    | 1                    | 1                             |
| Укупно | 1                         | 0                             | 0                                    | 3                    | 3                             |

## Спорт

#### ФК Јасеновик
Клуб је основан 2018. године, у сезони 2018/2019. такмичи се у Другој нишкој лиги.